# ICity
La iCity est un gratte-ciel de bureaux en construction à Moscou en Russie. Il s'élèvera à 256,7 mètres.

## Galerie

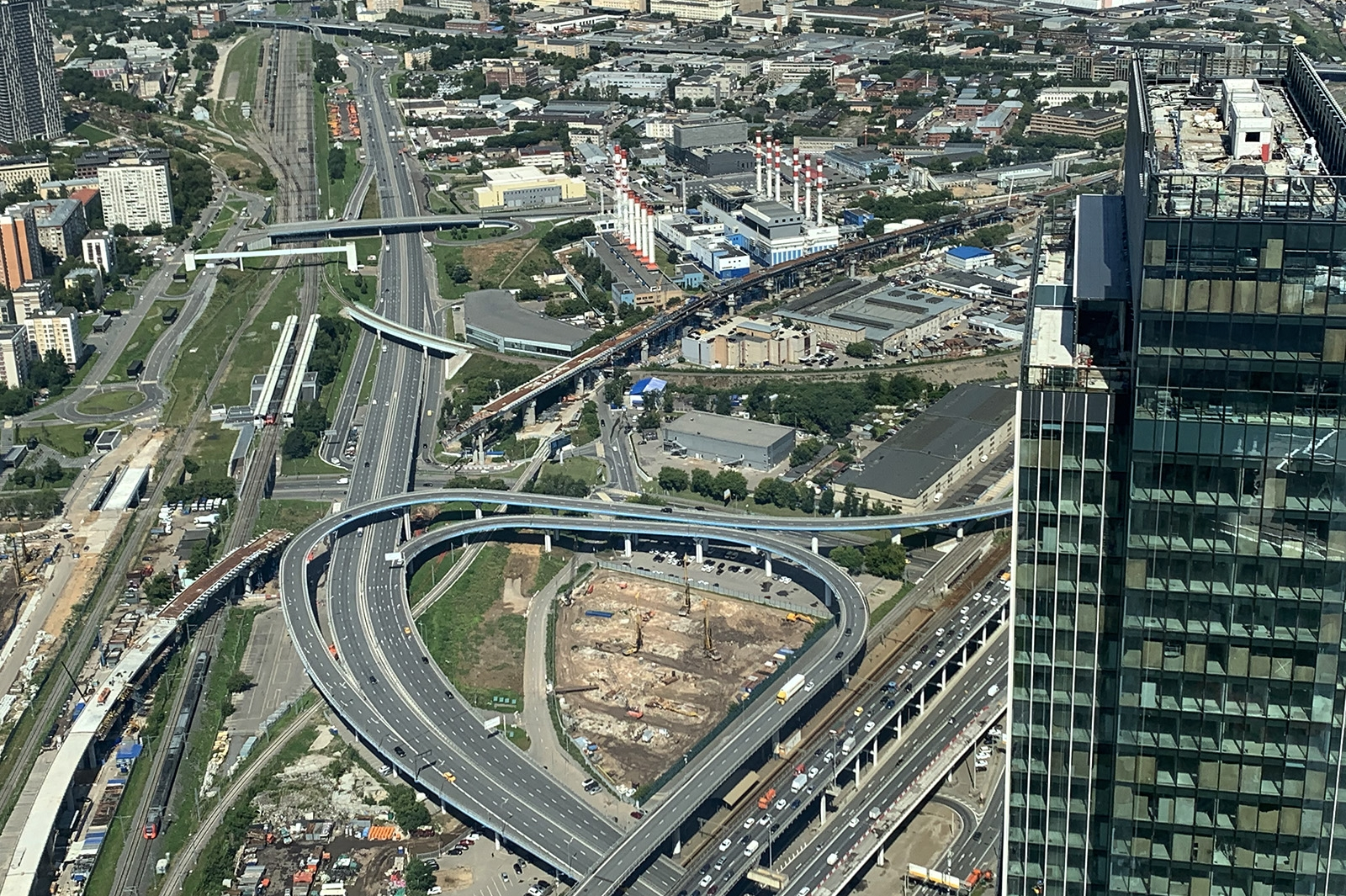
Juillet 2020
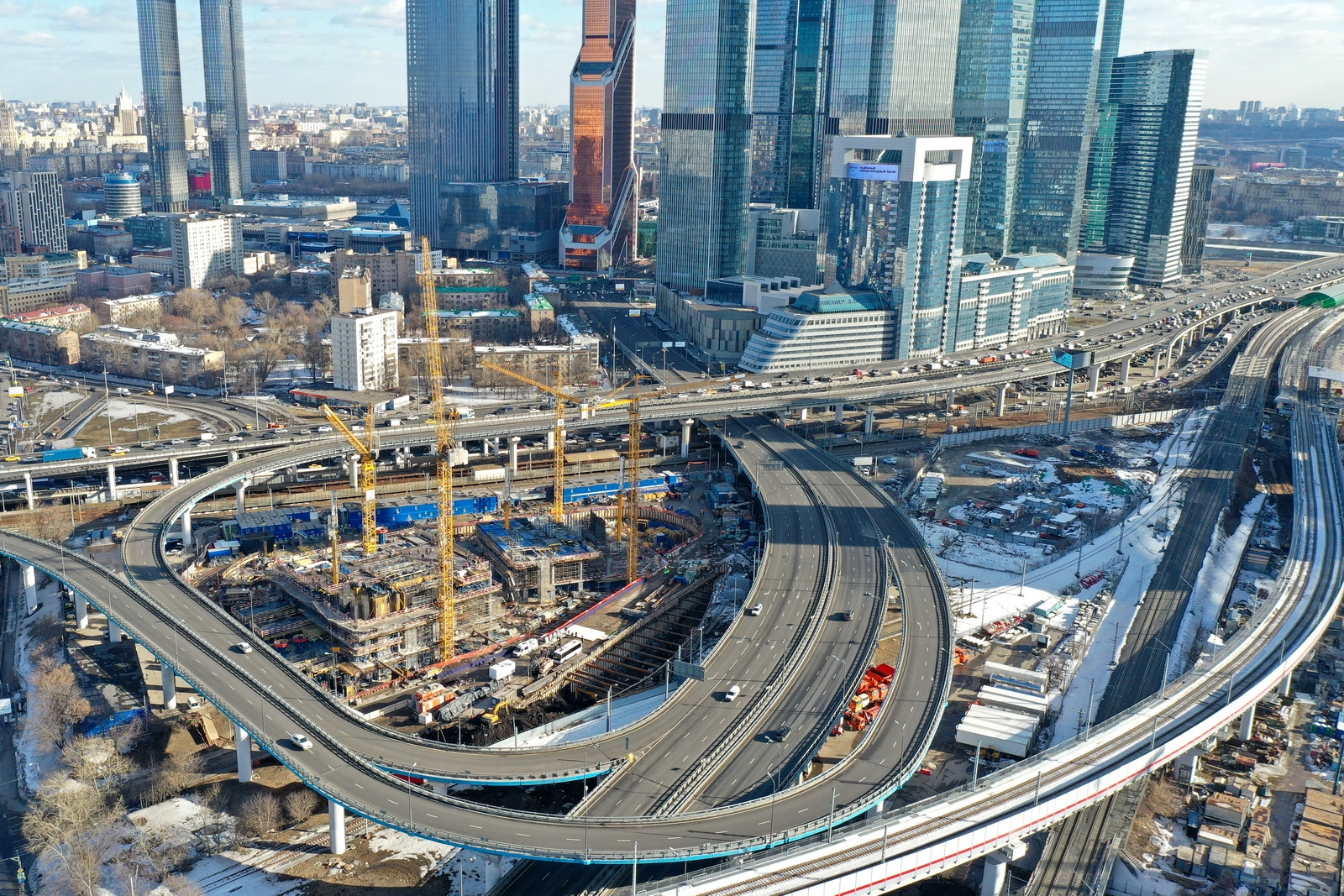
Mars 2022